# Rhysodesmus punctatus
Rhysodesmus punctatus är en mångfotingart som beskrevs av Loomis 1966. Rhysodesmus punctatus ingår i släktet Rhysodesmus och familjen Xystodesmidae. Inga underarter finns listade i Catalogue of Life.